# Scandicci
Scandicci település Olaszországban, Toszkána régióban, Firenze megyében. Lakosainak száma 49 390 fő (2023. január 1.). Scandicci Campi Bisenzio, Firenze, Lastra a Signa, Montespertoli, San Casciano in Val di Pesa, Signa és Impruneta községekkel határos.

## Népesség
A település lakossága az elmúlt években az alábbi módon változott:
| Lakosok száma | 50 527 | 50 645 | 49 390 |
|               | 2016   | 2018   | 2023   |